# Celón
Celón, o Zalón en asturià, és una parròquia del conceyu asturià d'Allande. Té una població de 117 habitants (INE, 2011) per una superfície de 3,83 km².
Limita al nord amb Villagrufe, a l'est amb Villavaser, al sud amb Lomes i a l'oest amb Villaverde.
es troba a 540 msnm i a 5 km de Pola de Allande, capital del conceyo.
El codi postal és 33889.

## Entitats de població
- Celón (Zalón): es troba a 540 msnm i a 5 km de Pola de Allande, capital del conceyo.
- Presnas (Presnes en asturià)
- San Martín de Beduledo (Samartín de Beduléu)
- Pumar
- La Vega de Truelles (La Veiga Truelles)